# Маркина, Ксения Олеговна
Ксе́ния Оле́говна Маркина (Еремчук; Шаталова; род. 28 августа 1992, Хвалынск, Саратовская область) — российская волейболистка, доигровщица.

## Биография
Родилась 28 августа 1992 года в Хвалынске. Училась в школе № 2 г. Хвалынска и школе № 12 г. Балаково. Волейболом начала заниматься в Балаково. Первый тренер — Пётр Григорьевич Гуменюк.
Выступала за команды «Балаковская АЭС / Протон» (2007—2011, 2013—2014, 2019—2022), «Воронеж» (2011—2013), «Обнинск» (2013), «Караганда» (2014—2015), «Альтернатива» (2014—2015), «Липецк» (2016—2017, с 2023), «Импульс» (2017—2018), «Олимп» (2018—2019), «Тюмень» (2022—2023), «Липецк» (2023), «Корабелка» (с ноября 2023). С сезона 2024/25 — игрок БК «Динамо-Анапа» под фамилией Маркина.
В 2014 году окончила факультет агропромышленного рынка Саратовского государственного аграрного университета.

## Достижения

### С клубами
- Бронзовый призёр Кубка России 2007